# 翁島

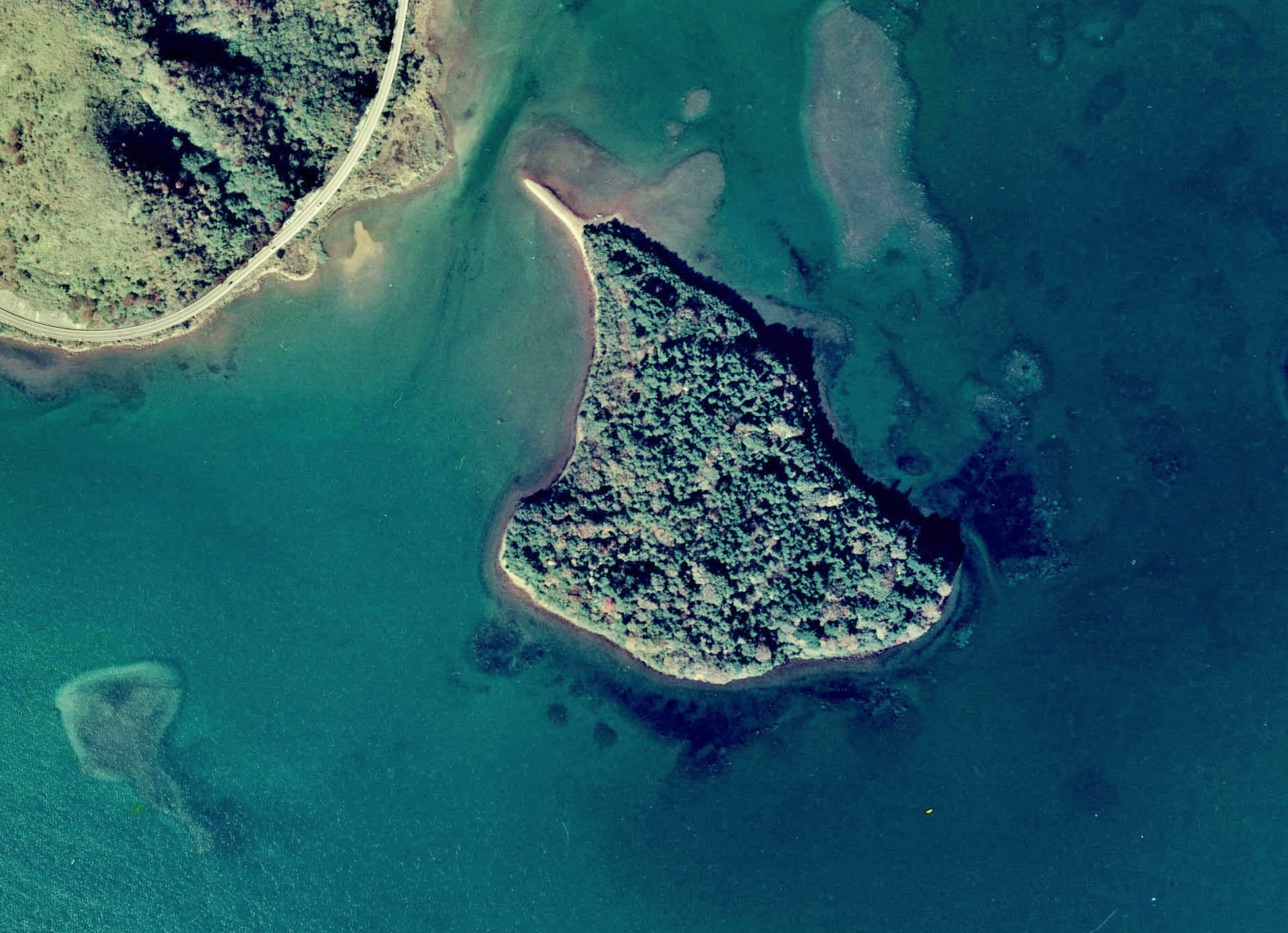
翁島付近の空中写真。1976年撮影。
。

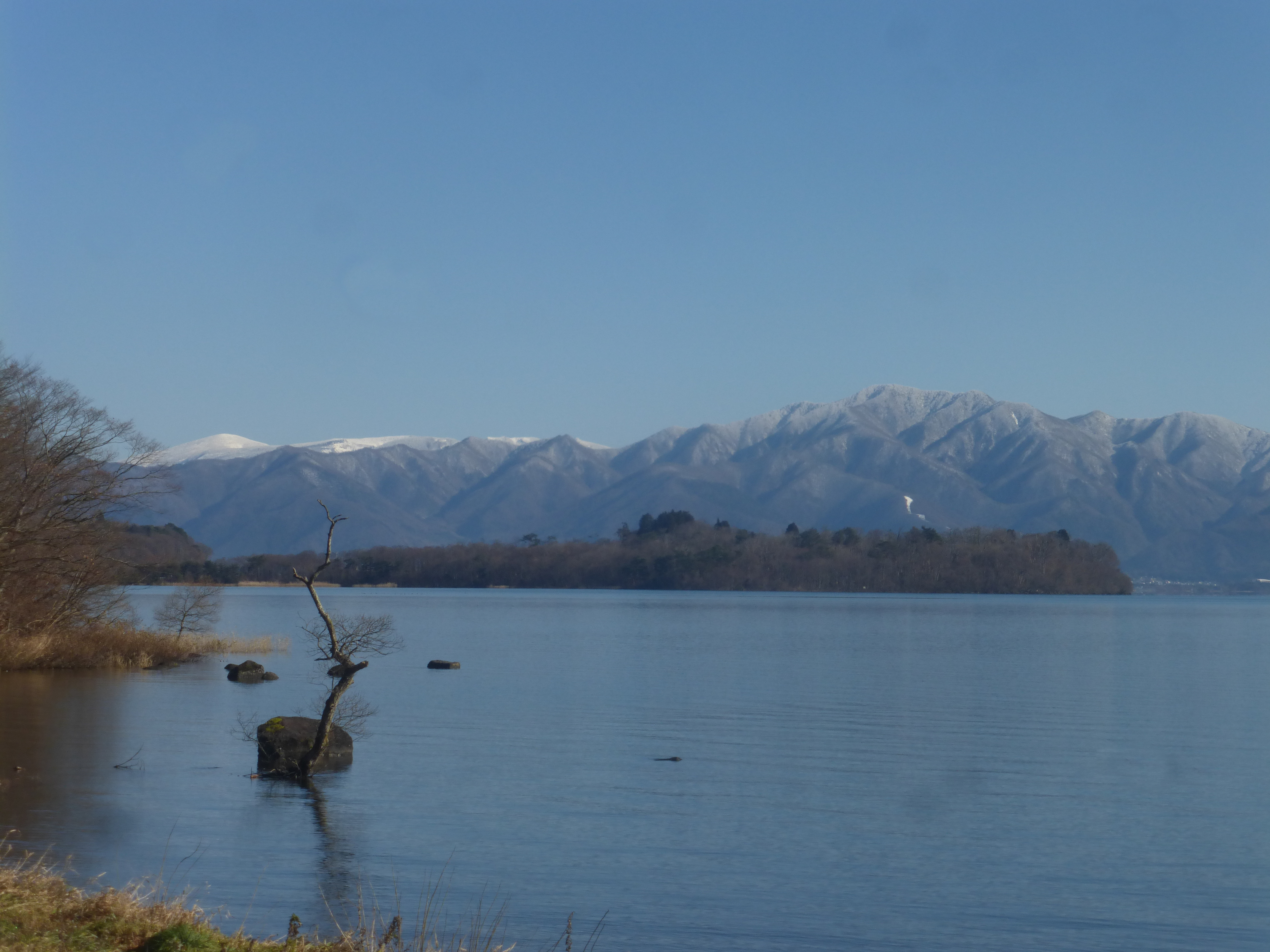
翁島

翁島（おきなじま）は、福島県の猪苗代湖の西北部に位置する島。行政上は福島県耶麻郡猪苗代町大字翁沢に属する無人島である。また、翁島を含む猪苗代町西南部の地域名でもある。

## 島として
翁島は、猪苗代湖にある唯一の島である。
伝承では、みすぼらしい旅の僧が村を訪れ、村人に水を飲ませて欲しいと求めたものの多くの村人がこれを拒んだ中で貧しい老人が僧に水を与え、その僧は老人に「思いやりの心を忘れないあなたには幸運が訪れるだろう」と言い残して村を去って行った。僧が村を去った3日後、磐梯山が噴火し、地震で村はことごとく猪苗代湖の底へ水没してしまったが、僧に水を施した老人の家の周囲だけは水没を免れ、島となったのでこの老人（翁）に因んで「おきな島」と呼ばれるようになった、とされている。

## 翁島地区
猪苗代湖上の翁島は、耶麻郡翁沢村に属していた。1889年の町村制施行に伴って翁沢村など4か村が合併した際、新たな村の名は翁島にちなんで翁島村（おきなじまむら）となった。翁島は翁島村域の西南のはずれにあたり、翁島村の役場や小学校（現在は廃校である翁島小学校）などは旧三ツ和村に置かれた。翁島村は1955年3月1日に周辺の町村と合併して猪苗代町となり、現在は旧翁島村域を猪苗代町の翁島地区と呼んでいる。
旧翁島村に由来するものとしては、JR磐越西線の翁島駅（おきなしまえき。名称は清音で記される）、翁島温泉、翁島港などがある。翁島駅や翁島温泉は翁島地区の北部に位置しており、島の翁島からは離れている。翁島の対岸には有栖川宮翁島別邸（のちに高松宮に譲られる）が建設され、天鏡閣および福島県迎賓館として現存する。
翁島港からは島の周辺をコースに含む長浜翁島航路の遊覧船が発着する。